# نینکاسی

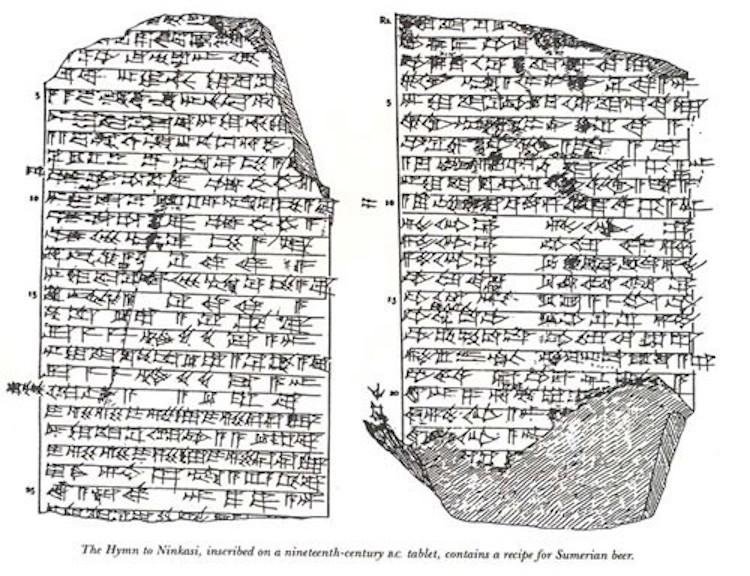
کتیبه‌ی نینکاسی

نینکاسی ایزدبانوی نگهبان آبجو در افسانه‌های دینی سومر باستان است.
پدرش شاه اوروک و مادرش کشیش بزرگ پرستشگاه اینانا، ایزدبانوی زایش بود. او همچنین یکی از هشت کودکی است که برای بهبود یکی از هشت زخم انکی به جهان آمده بودند. افزون بر این، او ایزدبانوی الکل نیز هست. او از «آب شیرین گازدار» زاده شد و ایزدبانویی است که برای "براوردن خواسته‌ها و "سیر کردن گش (قلب)" ساخته شده‌است. او روزانه نوشیدنی‌ها را آماده می‌کرد.

## سرود به نینکاسی
زبان نوشتاری سومری و لوح‌های سفالی در پیوند با آن از نخستین نوشته‌های آدمیان است. آثار علمی از اوایل دهه ۱۸۰۰ به پیش، امکان برگردان اسناد گوناگون سومری را فراهم کرده‌است. در این میان شعری با نام انگلیسی A Hymn to Ninkasi هست که دستور آبجوسازی است. می‌توان داوید (ادعا کرد) که هنر آبجوسازی در این شعر توصیح داده شده تا از نسلی به نسل دیگر منتقل شود. افزون بر این، سرود به نینکاسی کهن‌ترین سند مربوط به پیوند مستقیم بین آبجوسازی و مسئولیت زنان در تأمین نان و آبجو برای خانواده است. نینکاسی زن است، و این واقعیت که به یک ایزدبانوی زن در پیوند با ساخت نوشیدنی‌های دم کرده در نیایش‌ها اشاره شده، رابطه میان آبجوسازی و زنان را به عنوان یک حق و مسئولیت خانگی نشان می‌دهد.

## دیگر اشاره‌ها به نینکاسی
نینکاسی چندین بار در جُنگ‌هایی آمده‌است.
در شعر انکی و نینهورساگا، انکی می‌گوید که دهانش (ka) او را ناراحت می‌کند، چراکه نینکاسی را به دنیا آورده‌است. نینهورساگا، در مورد جاهایی که فرزندانش بر آن فرمان خواهند برد، توضیح می‌دهد:
«نینکاسی چیزی است که گش (قلب) را سیر می‌کند»
در لوگالبندا در غار کوهستان، پادشاه لوگالبندا در غاری به خواب می‌رود، جایی که به لطف:
«کاسه چوبی نینکاسی (یعنی با کمک آبجو)، سرانجام خواب بر لوگالبندا چیره می‌شود»
در لوگالبندا و آنزود پرنده، پادشاه، بار دیگر تنها در کوه، پیمان می‌بندد که آنزود پرنده و خانواده اش را در مهمانی و با کمک خادمان سرگرم کند.
"نینکاسی کارآزموده است که به اعتبار مادرش تجدید نظر می‌کند. گودال تخمیری او از لاجورد سبز، و کاسه آبجو از سیم پالوده شده و زر است. اگر او کنار آبجو بایستد، شادی وجود دارد، اگر کنار آبجو بنشیند، شادکامی است. در جامهٔ پیشکار، او آبجوها را به هم می‌آمیزد، هیچ گاه هنگام راه رفتن به جلو و پشت با بشکه ای در کنار یا بر پا، خسته نمی‌شود. باشد که او آبجوی من را پرداخته کند. "
او در برگردان قطعه لالایی برای پسر شولگی "در گودالی است و در شعر تکه تکه دیگری به نام "شعر ستایش Išme-Dagan " در زمینه
«آبجو خوشمزه آمیخته با شهد سرو خوش‌بو» شناخته می‌شود.
در گفتگوی میان چکاد (غله) و گوسفند، چکاد به گوسفند می‌گوید:
آنگاه که خمیر آبجو با تیزنگری در فر آماده می‌شود و ماش در فر پرداخته می‌شود، نینکاسی (ایزدبانوی آبجو) آنها را برای من می‌آمیزد در حالی که بزها و قوچ‌های بزرگ شما برای مهمانی‌های من فرستاده (کشته) می‌شوند. "
در گفتگوی میان زمستان و تابستان، یکی از دو طرف (که به خاطر ماهیت تکه‌تکه برگردان آشکار نمی‌شود که کیست)، می‌گوید:
"من کمک نینکاسی هستم، برای او آبجو را، به اندازه تمام آب سردی که آوردید شیرین می‌کنم ."

## در جهان امروز
شرکت آبجوسازی نینکاسی (Ninkasi Brewing Company) در یوجین اورگان نام خود را از ایزدبانوی نینکاسی گرفته‌است.
Ninkasi Fabrique de Bière در لیون، فرانسه به نام ایزدبانوی نینکاسی نامگذاری شده‌است.
باشگاه هواداران نینکاسی (The Ninkasi Fan Club) یک جامعه آبجوسازی در نلسون، بریتیش کلمبیا است.
مالت ساده نینکاسی (Ninkasi Simple Malt) یک آبجوسازی کوچک در کبک کانادا است.
نینکاسی (Ninkasi) در ناواس یک کارخانه تولید آبمیوه کوچک اکوفمنیست است که نام خود را از ایزدبانوی نینکاسی گرفته‌است.
Ninkasi Rentals & Finance در انگلستان به نام ایزدبانوی نینکاسی نامگذاری شده‌است و متخصص در اجاره کشتی‌های تخمیر/یونیتانک است.